# Endride
Endride (яп. エンドライド, Ендорайдо, укр. Ендрайд) — японський проєкт, до якого входять відеогра та аніме. Перша серія аніме вийшла у квітні 2016 року. Гра для смартфонів вийшла 24 листопада 2016.

## Сюжет
Під поверхнею планети простягається невідомий світ, який має назву Ендора.
Шун Асанаґа — звичайний п'ятнадцятирічний підліток. Одного разу він потрапляє в невідомий підземний світ. Це сталося після того, як Шун прийшов на роботу до свого батька і знайшов там незвичайний кристал і торкнувся його. Кристал переніс юнака в Ендор. Там Шуна викидає в тюремну камеру, де він зустрічає принца Еміліо, який вже певний час сидить в камері за спробу державного перевороту. Еміліо намагався скинути нинішнього короля з престолу заради помсти, проте ця спроба зазнала невдачі, через що він потрапив до тюрми. Пізніше вони починають допомагати одне одному.

## Персонажі

### Головні герої
Шун Асанаґа (яп. 浅永 瞬, Asanaga Shun)
15-річний хлопчик, який потрапив у світ Ендора після того, як доторкнувся до таємничого кристалу. Попри недосвідченість, він швидко зміг освоїти свою силу.
Еміліо (яп. エミリオ, Emirio)
16-річний принц Ендора. Він хоче помститися за смерть свого батька, вбивши Дельзайна — нового короля Ендора.
Алісія (яп. アリシア, Alishia)Подруга дитинства Еміліо, її матір вбили, коли вона була ще юною, а батько присвятив життя помсті за її смерть.
Фаларіон (яп. ファラリオン, Fararion)Загадкова істота, яка схожа на дракона.
Паскаль (яп. パスカル, Pasukaru)Ексцентричний учений, був королівським дослідником, поки не поставив під сумніви плани Дельзайна.

### Іґнауц
Деметріо (яп. デメトリオ, Demetorio)Лідер повстанців «Іґнауц». Дуже розумний та сильний, тим самим приваблює багатьох людей у свою організацію.
Луїза (яп. ルイーズ, Ruīzu)Член організації «Іґнауц». Вона сильний боєць, який володіє гігантським мечем, наполовину тварина.
Елджуя (яп. エルジュイア, Erujuia)Член організації «Іґнауц», що здатен передбачати майбутнє. Через його зовнішність багато хто думає, що це дівчина.
Фелікс (яп. フェリクス, Ferikusu)Член організації «Іґнауц», він доволі тихий та стриманий, обожнює Деметріо. У бою використовує подвійні мечі.
Міша (яп. ミーシャ, Mīsha)Дівчина-ассасин, також входить до організації «Іґнауц».

### Інші герої
Дельзайн (яп. デルザイン, Deruzain)Нинішній король Ендора, який прийшов до влади, вбивши батька Еміліо.